# Stemma di Torino
Lo stemma della Città di Torino è costituito da uno scudo azzurro a cui è sovrapposto un toro furioso d'oro, con le corna d'argento. Lo stemma è timbrato (cioè sormontato) da una corona comitale a nove perle, in virtù di un antico privilegio dal 1619, al contrario della maggioranza delle altre città italiane il cui stemma invece è sormontato dalla corona muraria.

## Blasonatura
Lo stemma, riconosciuto con decreto del Capo del Governo dell'11 agosto 1931, ha la seguente blasonatura:
La descrizione del gonfalone è la seguente:
Mentre la bandiera della città è la seguente:
Il gonfalone è decorato con una medaglia alle Città Benemerite del Risorgimento Nazionale consegnata il 1º maggio 1898 e con una medaglia d'oro al valor militare consegnata il 29 maggio 1959.

## Storia
L'associazione di Torino alla figura del toro deriva dall'araldica medioevale, sistema che associava determinati simboli ad un'entità. Un metodo comune era di scegliere un'arma parlante cioè un simbolo che ricordasse il nome dell'entità per assonanza, e quindi toro per Torino.
Il primo esempio di tale uso del toro nello stemma cittadino risale al 1360 nel Codice della Catena. Questo codice, che conteneva gli Statuti della città, era offerto al pubblico per consultazione ed era legato con una catena per prevenirne il furto, da cui il nome. Su due pagine miniate vi sono le figure dei santi protettori della città e sotto si alternano le insegne di Amedeo VI di Savoia (la croce bianca in campo rosso) e quella della città (il toro rosso passante in campo bianco). La scelta dei colori rosso e bianco (o argento) è tipica dei comuni o delle famiglie nell'Italia medioevale che si volevano richiamare all'autorità imperiale per affermare la loro legittimità ed indipendenza. Questo simbolo, con il toro rosso e la croce dei Savoia, è oggi usato dalla Circoscrizione 1 di Torino.
Nel codice della Catena il toro è passante (cioè rappresentati nell'atto di camminare) e così viene rappresentato il toro fino alla metà del '400. In seguito (attorno al 1455-1460) la figura del toro tenderà ad alzarsi fino a raggiungere la posizione attuale che in araldica è definita “furioso”, cioè rappresentati ritti sulle zampe posteriori (non si parla di "rampante" poiché questo termine si riferisce in araldica al leone e animali simili). Nel 1433, nei Libri consiliorum, il toro appare per la prima volta con le corna bianche, in origine come semplice nota realistica, ma in seguito andranno a simbolizzare il Po e la Dora. Attorno al 1460 una statua di un toro viene collocata in cima alla torre civica, che sarà simbolo della città fino alla sua distruzione dalla forze napoleoniche.
Fino al 1614 non vi sono altre testimonianze dello stemma, ma con decreto del 4 dicembre 1613 Carlo Emanuele I ordina un consegnamento degli stemmi (controllo generale del diritto a fregiarsi di un blasone da parte di enti e famiglie, durante il quale si doveva pagare una tassa) e qui vi è la prova che la città era passata all'uso dei colori attuali (azzurro araldico per lo sfondo e oro araldico per il toro). Non si conosce il motivo del cambio dei colori, ma potrebbe essere dato da nel '500 con l'uso di rappresentazioni più realistice, con il cielo blu ed il toro con il manto bruno. Nel 1614 lo stemma era ornato solo da due rami d'alloro ma, in conseguenza dell'investitura della città del titolo di conte avvenuta per l'acquisto della contea di Grugliasco del 1619, nel consegnamento del 1687 esso appare per la prima volta “timbrata” con la corona da conte, decorata con nove palle. Alcuni testi ottocenteschi riportano erroneamente quale antico stemma di Torino e formato da una stella con cinque piccoli globi è in realtà il fraintendimento di un motivo grafico presente su molte monete, tra cui alcune di età medievale e di provenienza torinese.

Stemma durante il primo Impero francese. Le tre api e la corona turrita con l'aquila appartengono al rango di bonne ville

Durante l'età napoleonica vi fu una riforma dell'araldica civica che prevedeva che le città fossero suddivise in tre classi con dei segni esteriori negli stemmi che le distinguevano; Torino inclusa nella prima classe (quella di bonne ville) ebbe, con patenti del 6 giugno 1811, un nuovo stemma che manteneva il vecchio aggiungendo gli ornamenti propri dell'araldica napoleonica tra cui un capo araldico di rosso a tre api d'oro poste in fascia indicante il suo rango di bonne ville. La corona comitale (simbolo della gerarchia dell'Ancien Régime) venne sostituita da una corona turrita da cui nasceva un'aquila, che distingueva le bonne villes.

Emblema della città con lo stemma in forma stilizzata, adottato nel 2006 in vista delle Olimpiadi

Con la restaurazione si tornò all'antico stemma. Ma, in conseguenza della promulgazione dello Statuto Albertino, il sindaco e il consiglio comunale decisero l'11 gennaio 1849, di sostituire la corona comitale con una muraria «foggiata come quelle prescritte dal decreto imperiale del 1809». Questo fu fatto sull'onda del sentimento liberale di quegli anni, in cui la corona comitale era vista come scomoda. La corona comitale verrà ripristinata con deliberazione del podestà del 4 luglio 1928; in seguito verrà anche inserito (in seguito al decreto n. 1440 del 12 ottobre 1933) il capo del Littorio, poi eliminato con la fine della seconda guerra mondiale e la caduta del fascismo.
Attraverso i secoli, la forma dello scudo è stata variabile, poiché non è prescritta ed è di libera scelta dell'artista. In occasione delle Olimpiadi del 2006, lo stemma è stato oggetto di un'operazione di restyling, ad opera di Giovanni Brunazzi autore anche del relativo manuale di immagine coordinata, nell'ottica di ottenere un marchio che fosse l'unico a venir usato nella comunicazione istituzionale dell'amministrazione torinese. L'emblema è in quadricromia (blu: 100% ciano + 72% magenta + 6% nero; giallo: 100% giallo; nero: 100% nero) e il carattere tipografico utilizzato per la scritta in maiuscoletto “Città di Torino” è il Bauer Bodoni. Questo marchio, con la corona stilizzata e altri cambiamenti di restyling, non va a sostituire lo stemma ufficiale della città (che rimane quello adottato nel 1931). Lo stemma ufficiale araldico rimane ad utilizzo sul gonfalone, bandiere, targhe ed altro, mentre il nuovo marchio viene utilizzato nelle comunicazioni digitali e stampate e sui media moderni.

### Evoluzione degli stemmi di Torino

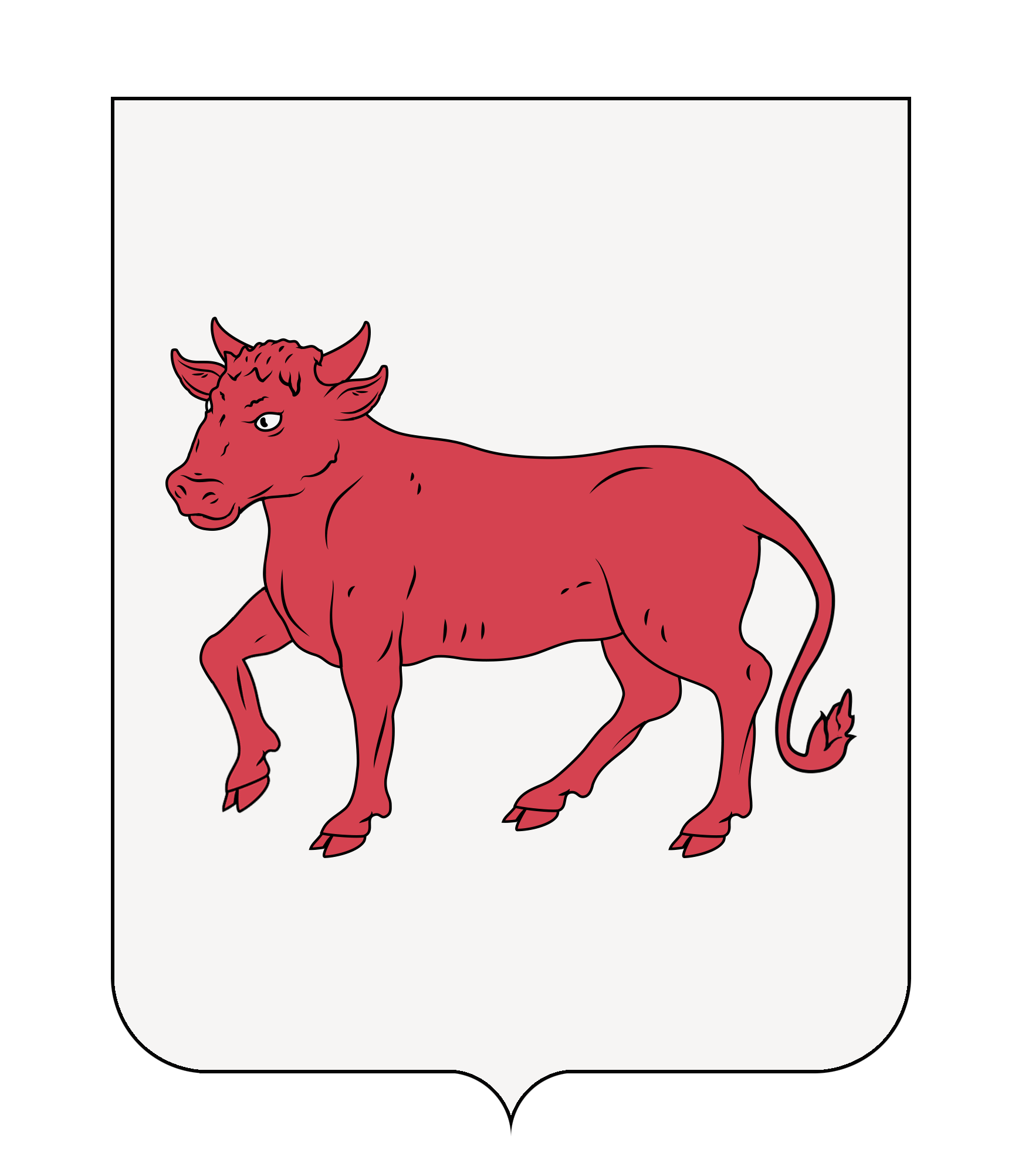
Il toro rosso su sfondo bianco, insegna medioevale di Torino, come attestato nel 1360 nel Codice della Catena
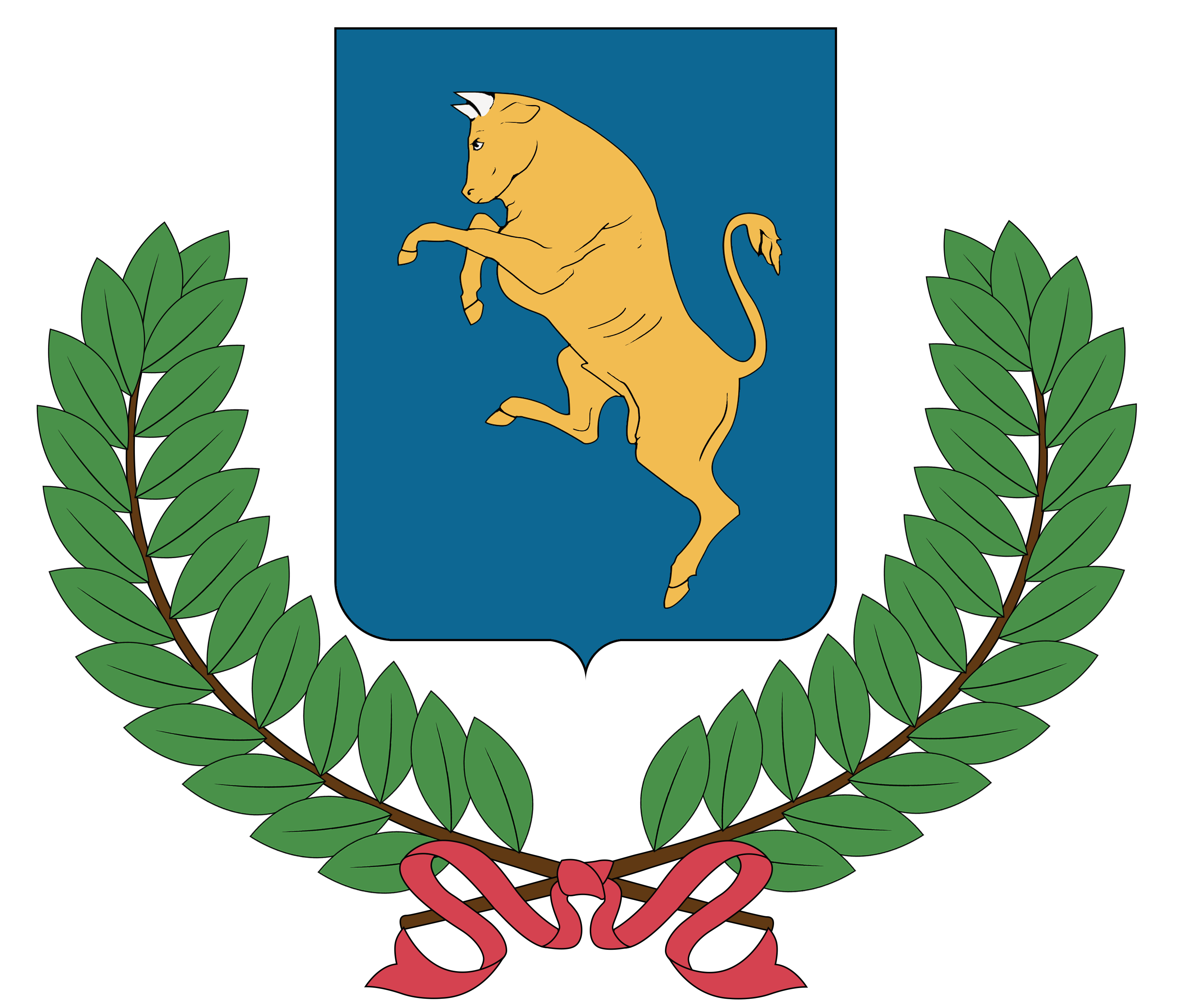
Stemma prima del 1619, probabilmente i colori sono di origine cinquecentesca
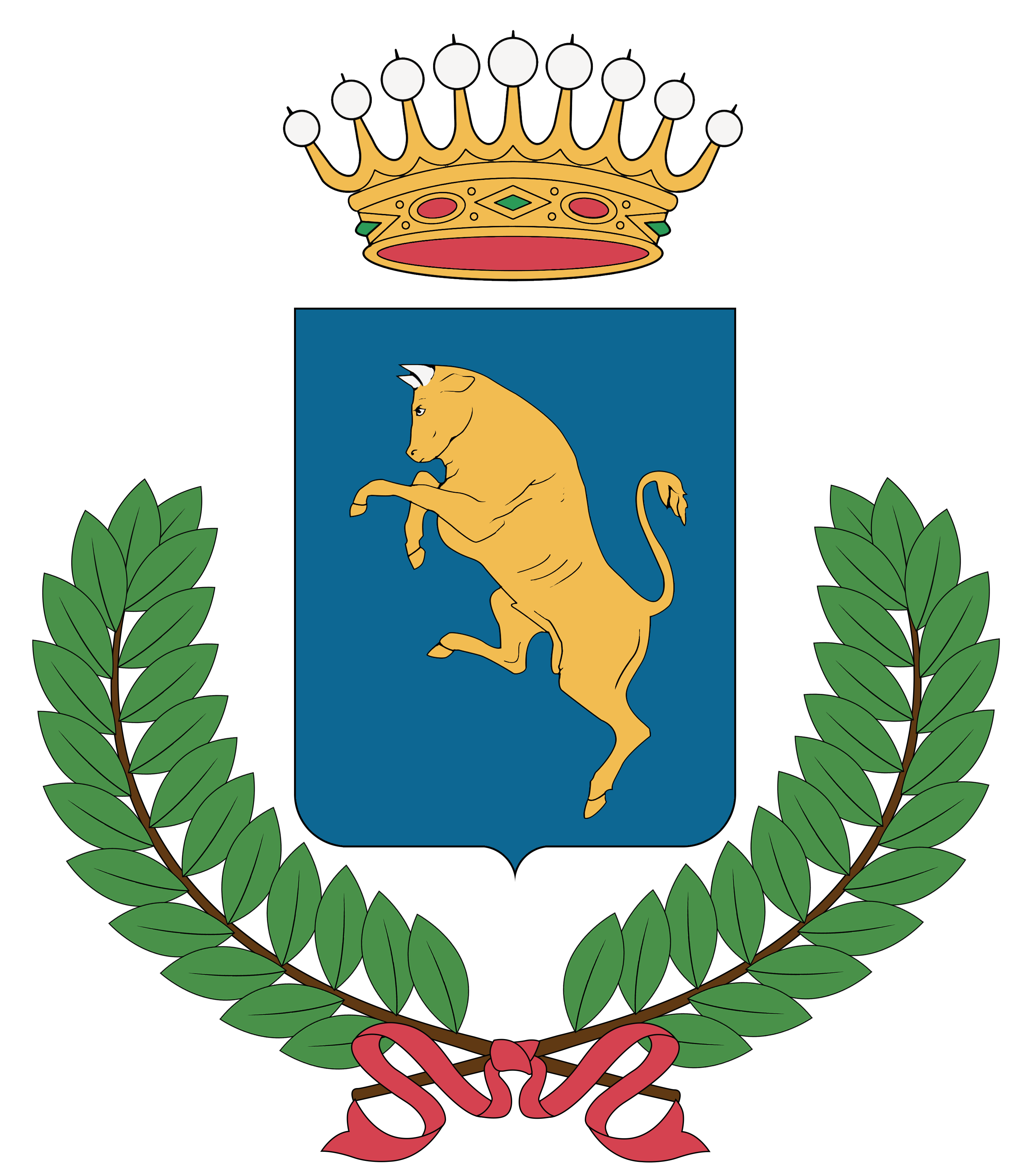
Stemma dal 1619, con la corona comitale in conseguenza dell'investitura della città del titolo di conte avvenuta per l'acquisto della contea di Grugliasco
Stemma sotto il primo impero Francese, a partire dal 1811
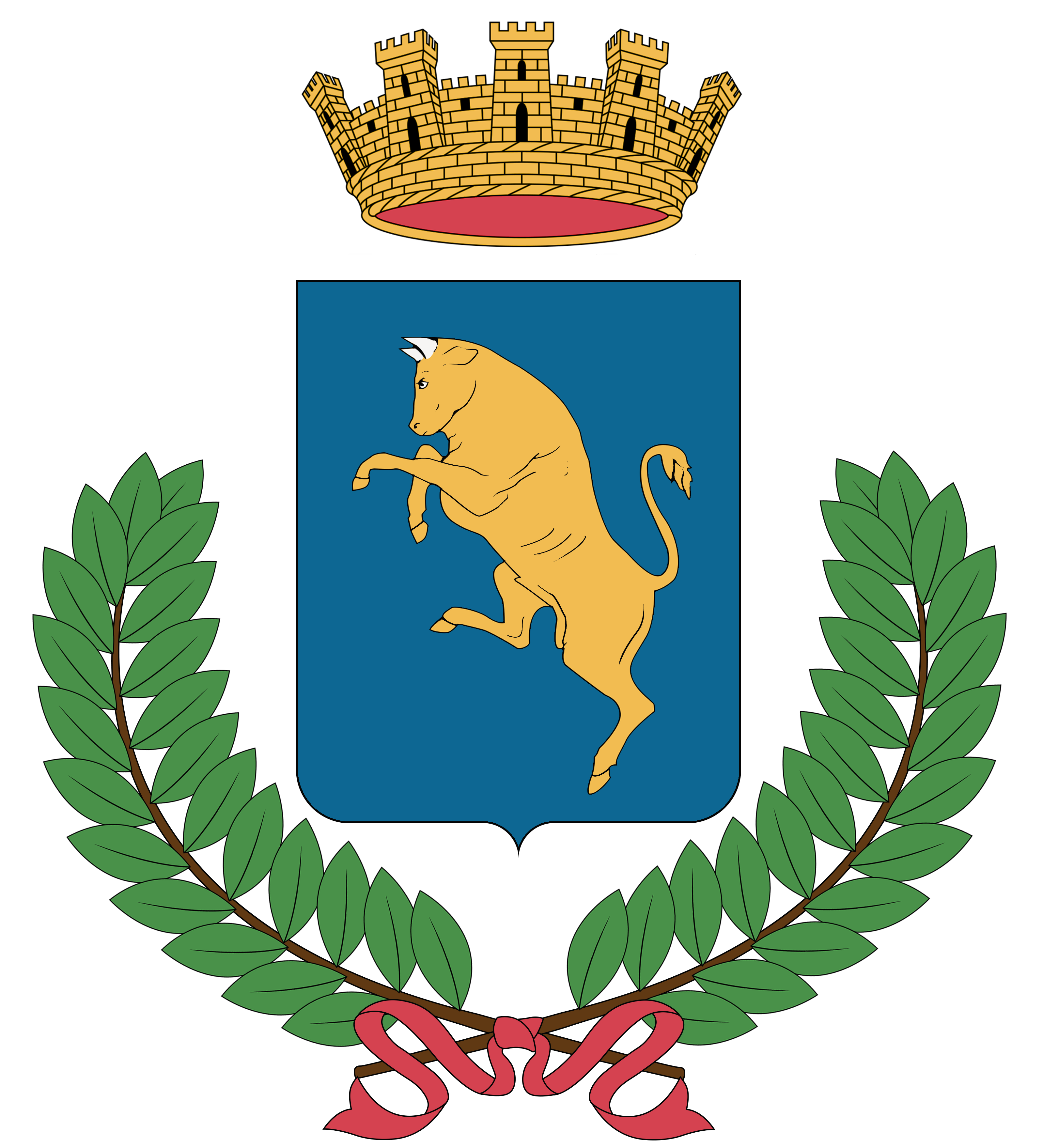
Stemma adottato nel 1849, in conseguenza del clima egalitario dello Statuto Albertino e in uso fino al 1928
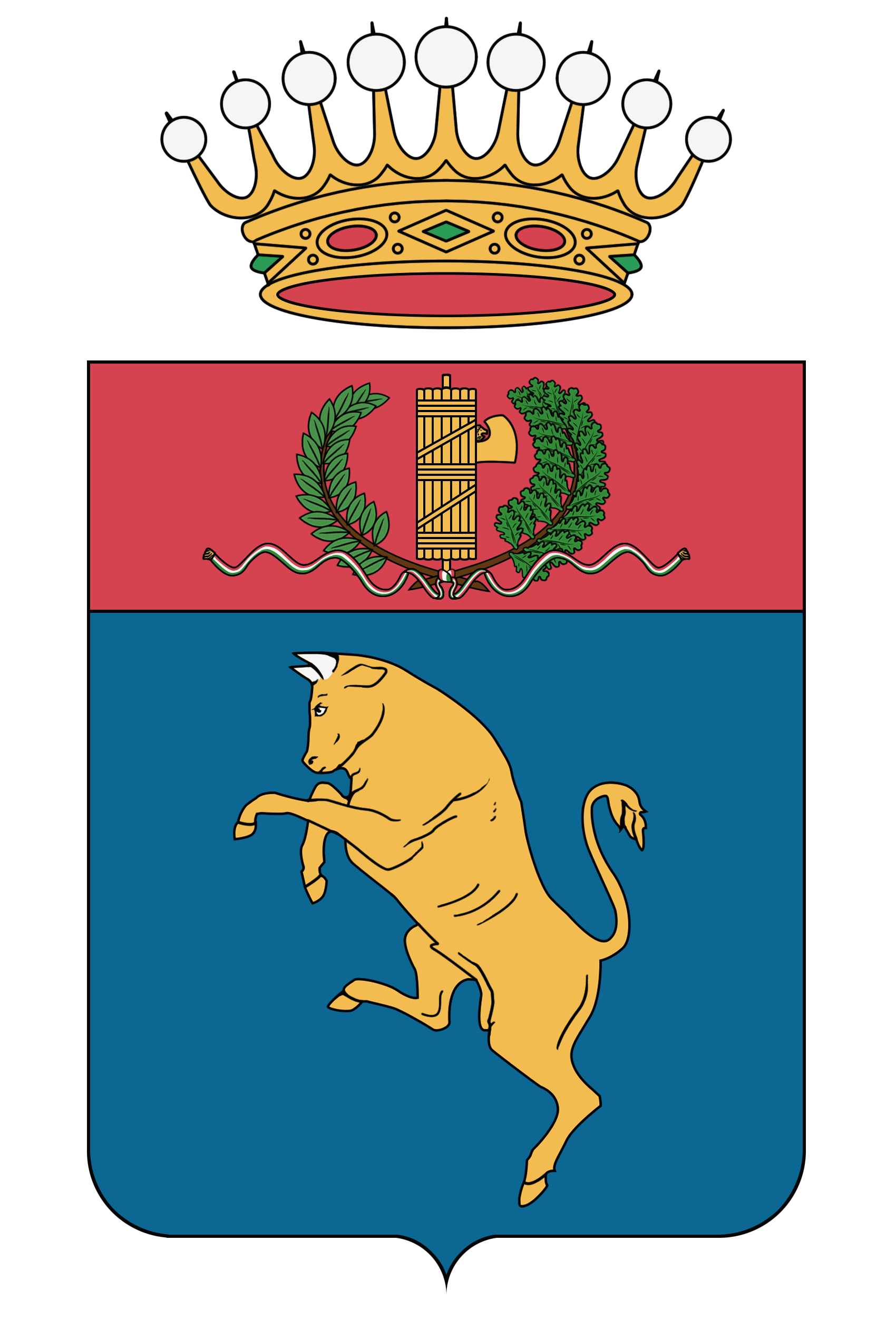
Stemma dal 1933 al 1945, con il Capo Littorio
Stemma dal 1619 al 1811 (come variante senza alloro), 1815 al 1848, poi dal 1928 al 1933, ed infine dal 1945 ad oggi

## Bandiera

Bandiera ufficiale di Torino, risalente all'assedio del 1706

Le uniche bandiere storicamente note sono quelle utilizzate dalla milizie civiche, in principio esercito cittadino e, dopo il passaggio sotto il dominio di Casa Savoia, diventate semplice truppa composta da cittadini. La prima insegna certa di questo tipo è del 1693, di questa bandiera non esiste una riproduzione grafica ma è nota la descrizione contenuta nel contratto che ne ordinava la confezione. La prima bandiera della quale disponiamo di un disegno è quella dell'Assedio del 1706, il cui disegno è conservato in un album di bandiere e uniformi dell'Esercito sardo del 1722 in cui viene indicata quale “Bandiera della Città di Torino”. La descrizione della bandiera è la seguente:
In seguito, durante la guerra di successione polacca, venne organizzato un altro reparto composto da cittadini; questo reggimento, che aveva l'incarico di difendere Torino, era dotato di due bandiere di disegno sconosciuto; le bandiere, terminata la guerra, vennero consegnate alla città il 13 maggio 1736. È comunque possibile che la bandiera contenuta nell'album del 1772 si riferisca a quest'ultimo reparto. La bandiera del 1706 fu usata come gonfalone del corpo di polizia municipale su delibera della giunta a partire dalla sua consegna il 31 maggio 1928. In seguito, nel 1995, fu adottato quale bandiera della città. Negli ultimi anni sono state comunque utilizzate anche bandiere di disegno differente, tra cui una molto simile a quella ufficiale ma controfilettata di giallo e senza la scritta e una disegnata dallo studio Giugiaro Design costituita «da un drappo azzurro orlato di giallo, con in centro il toro infuriato dello stesso colore posto sopra il tratteggio araldico orizzontale che forma uno scudo senza il bordo. Il tutto sormontato da una corona comitale gialla».